# 黃金富
黃金富，廣東東莞清溪鎮人，香港商人，創辦星光集團，旗下業務有星光國際網絡（已出售予香港電訊IMS）、星光傳呼、星光唱片等。曾任港事顧問及香港特別行政區第一屆政府推選委員會委員。黃亦熱衷科技發明，包括發明唯物碼中文輸入法。

## 公職及個人榮譽
黃金富曾擔任的公職如下：
- 1992-1999 年為香港東華三院總理
- 1993-2009年 曾任北京大學知識產權學院董事會主席
- 1995-1997年 曾任中國國務院港澳辦 港事顧問
- 1996-1999年 為香港傳呼協會 主席
- 1997 年為香港特區首屆行政長長官推舉舉委員員會“推委”
- 2003年為第九屆湖北省政協委員。

黃金富亦曾擔任智富能源集團 （港交所除牌時1051.HK） 主席，以及星光電訊(控股)有限公司（港交所除牌時0383.HK）主席。
黃金富現任的公職如下：
- 中國專利代理（香港）有限公司 副董事長
- 星光手機確認支付系統有限公司董事長
- 北京大學 顧問教授
- 中國知名產權研究會 理事
- 北京大學國際知識產權研究中心 顧問會委員
- 上海大學學知名產權學院名譽院長